# Sankt Laurentii Kirke (indviet 1914)
 For alternative betydninger, se Sankt Laurentii Kirke. (Se også artikler, som begynder med Sankt Laurentii Kirke)
Sankt Laurentii Kirke er en romerskkatolsk kirke i Roskilde på Sjælland. Den blev indviet i 1914 af biskop von Euch. I 1940 blev den delvist ødelagt ved brand, men den blev siden repareret. Kirken er også Sankt Josefs skoles skolekirke, og der ligger et katolsk hospital på den anden side af vejen. Det er dermed et lille katolsk kvarter i Roskilde. Sognepræsten er Marcos Romero Bernús.